# Алустон-ЮБК
«Алустон-ЮБК» — кримський футбольний клуб із Алушти, заснований 2015 року, після окупації Криму Росією. До 2021 року мав назву «Фаворит-ВД-Кафа» і представляв Феодосію.

## Назви
- 2015—2018 — «Кафа» (Феодосія).
- 2018—2021 — «Фаворит-ВД-Кафа» (Феодосія).
- з 2021 — «Алустон-ЮБК» (Алушта).

## Історія
З сезону 2015/16 брав участь в Прем'єр-лізі Криму. У листопаді 2016 року гравці команди Давид Гіголаєв і Іззет Білялов були дискваліфіковані на три гри Прем'єр-ліги Криму і оштрафовані на 5 тисяч рублів за нецензурну лайку на адресу судді після матчу з ялтинським «Рубіном».
За підсумками сезону 2017/18 клуб вибув з Прем'єр-ліги в чемпіонат Криму серед аматорів. У сезоні 2018/19 (до цього сезону носив назву «Кафа») став переможцем Відкритого Чемпіонату Республіки Крим і повернувся в Прем'єр Лігу КФС в сезоні 2019/20.
«Фаворит-ВД Кафа», вигравши перехідні матчі, зумів зберегти місце серед Прем'єр-ліги Кримського футбольного союзу на сезон 2020/21.
2021 року команда переїхала до Алушти і змінила назву на «Алустон-ЮБК».

## Досягнення
- Переможець Відкритого Чемпіонату Республіки Крим: 2018/19